# Pholetesor ornigis
Pholetesor ornigis är en stekelart som först beskrevs av Weed 1887.  Pholetesor ornigis ingår i släktet Pholetesor och familjen bracksteklar. Inga underarter finns listade i Catalogue of Life.